# Los Estrados
Los Estrados es una ranchería del municipio de Álamos ubicada en el sureste del estado mexicano de Sonora, cercana a los límites divisorios con los estados de Chihuahua y Sinaloa. Según los datos del Censo de Población y Vivienda realizado en 2020 por el Instituto Nacional de Estadística y Geografía (INEGI), Los Estrados tiene un total de 153 habitantes.

## Geografía
Los Estrados se ubica en el sureste del estado de Sonora, en la región norte del territorio del municipio de Álamos, sobre las coordenadas geográficas 27°33'55" de latitud norte y 108°56'45" de longitud oeste del meridiano de Greenwich, a una altura media de 504 metros sobre el nivel del mar.